# Cioară neagră
Cioara neagră (Corvus corone) este o pasăre paseriformă din familia Corvidae, originară din vestul Europei și din estul Palearcticii.

## Taxonomie și sistematică
Cioara neagră a fost una dintre numeroasele specii descrise inițial de Carl Linnaeus în cea de-a 10-a ediție a Systema Naturae din 1758 și poartă încă numele original de Corvus corone. Numele binomial este derivat din latinescul corvus, „corb” și grecescul κορώνη korōnē, „cioară”.
Cioara grivă (Corvus cornix), considerat anterior o subspecie, a fost despărțit ca specie separată și se discută dacă corbul de est (C. c. orientalis) este suficient de distinct pentru a justifica un statut specific; cei doi taxoni sunt bine separați și s-a propus că ar fi putut evolua independent în regiunile mai umede și maritime de la capetele opuse ale continentului eurasiatic.
Ciorile negre sunt împărțite în două subspecii cu distribuții bine separate:
- Corvus corone corone – se întâlnește în vestul Europei, din sudul Scoției și al Angliei spre sud până în sudul Peninsulei Iberice, Elveția, Austria și nordul Italiei și până la est de Elba în Germania.
- Corvus corone orientalis – apare din Iran până în nordul Chinei, Coreea și Japonia

## Comportament
Cioara neagră, la fel ca multe alte păsări, este socială. Preferă să trăiască în desișurile pădurii, dar și în parcuri și grădini din apropierea oamenilor. Are vedere ascuțită, auz și simțul mirosului. În timpul dimineților, cioara își caută energic hrana și caută toate locurile unde ar putea exista hrană potrivită. Este omnivoră si are o alimentatie foarte variata. Deși se hrănește cu tot felul de cadavre, cioara neagră mănâncă insecte, râme, alte nevertebrate, cereale, fructe, semințe, nuci, mamifere mici, amfibieni, pești, resturi și, de asemenea, ouă de păsări. Ciorile sunt necrofage prin natura lor, motiv pentru care tind să frecventeze locurile locuite de oameni pentru a se hrăni cu deșeurile lor menajere. De asemenea, ciorile vor hărțui păsările mici de pradă sau chiar vulpile pentru a le ucide. Ciorile vânează în mod activ și, ocazional, cooperează cu alte ciori pentru a ucide și, uneori, sunt văzute prinzând rățuște.
Datorită stilului lor de viață gregar și a abilităților lor defensive, ciorile negre au puțini prădători naturali. Cu toate acestea, răpitori puternici precum uliu porumbar, șoimul călător, buha eurasiatică și acvila de munte le vânează cu ușurință, iar ciorile pot deveni o pradă importantă la nivel local.

### Cuibărit

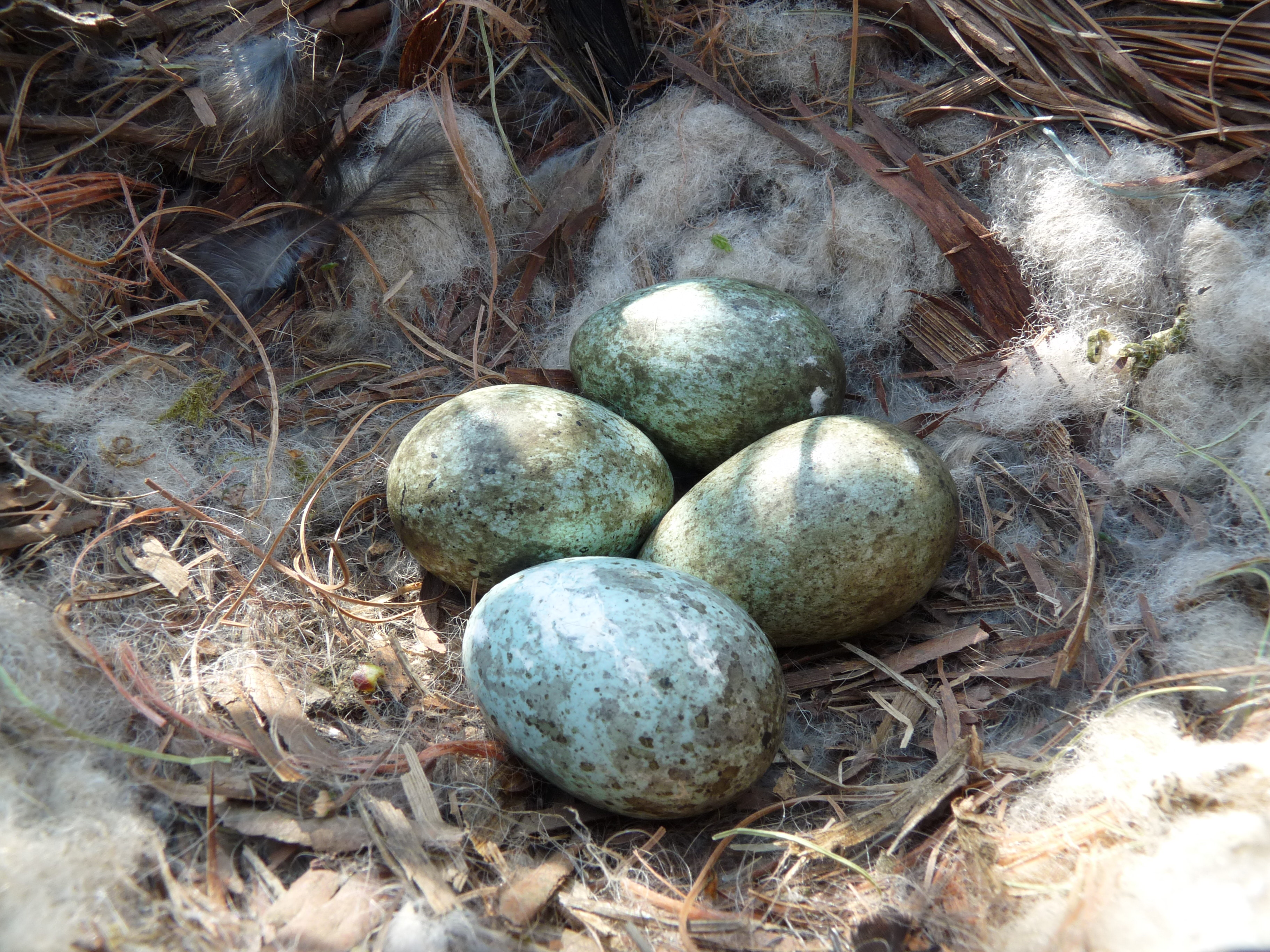
Ouă de cioară neagră

Cuibul voluminos din bățe este de obicei amplasat într-un copac înalt, dar pot fi folosite și pervazurile stâncilor, clădirile vechi și stâlpii. Ocazional, cuiburile sunt amplasate și pe sol sau în apropierea acestuia. Cuibul seamănă cu cel al corbului comun, dar este mai puțin voluminos. Cele 3-4 ouă maronii, albastre sau verzui, sunt incubate timp de 18-20 de zile doar de femelă, care este hrănită de mascul. Puii zboară după 29-30 de zile.
Nu este neobișnuit ca un pui din anii anteriori să rămână în preajmă și să ajute la creșterea noilor pui. În loc să caute un partener, acesta caută hrană și îi ajută pe părinți să hrănească puii.

### Inteligență
La fel ca toate corvidele, ciorile negre sunt foarte inteligente. De exemplu, ele pot distinge între numere de până la 30, pot trece flexibil de la o regulă la alta, și pot recunoaște fețele oamenilor și ale ciorilor. Având în vedere diferența în arhitectura creierului ciorilor față de primate, aceste abilități sugerează că inteligența lor este un produs al evoluției convergente.

## Galerie

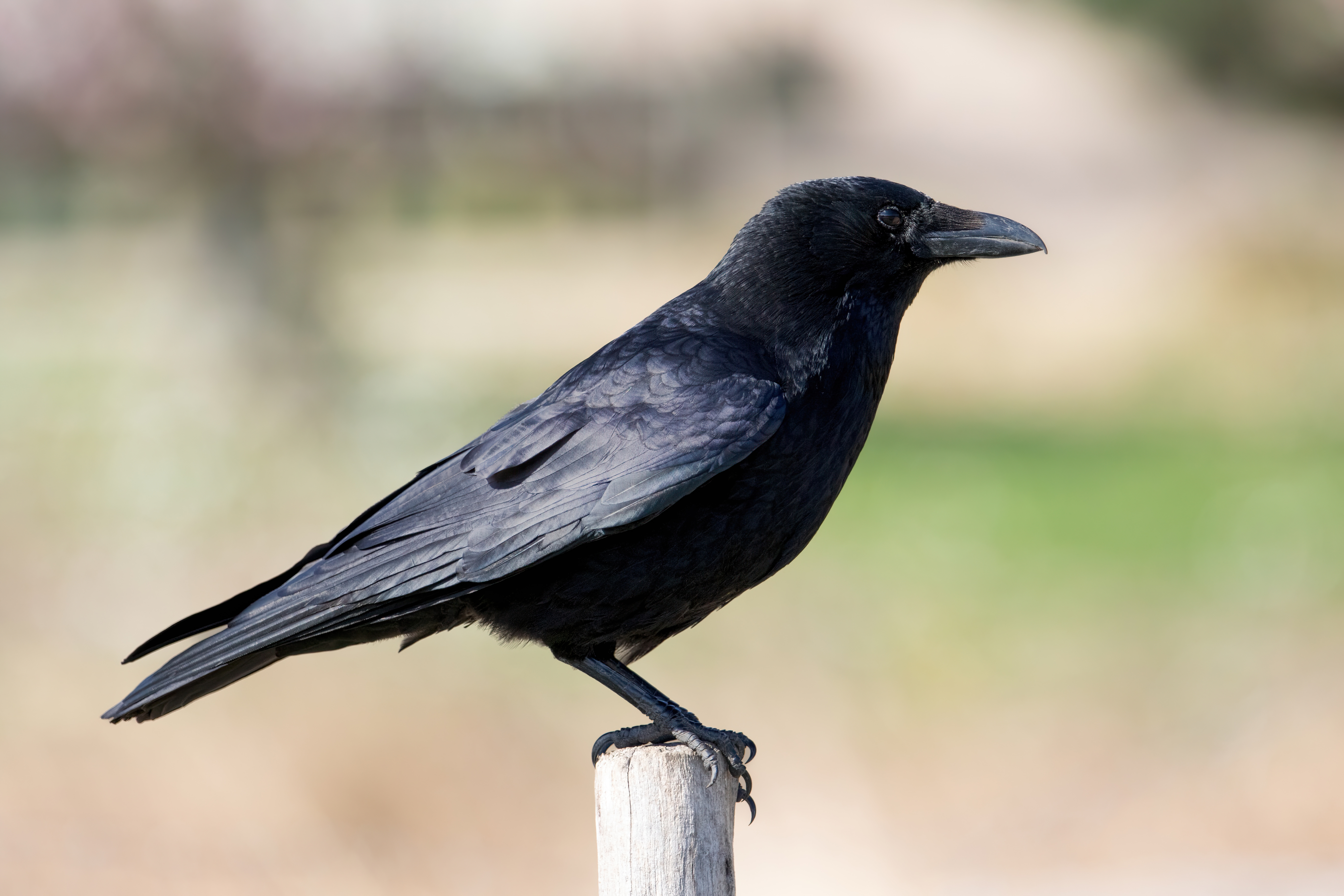
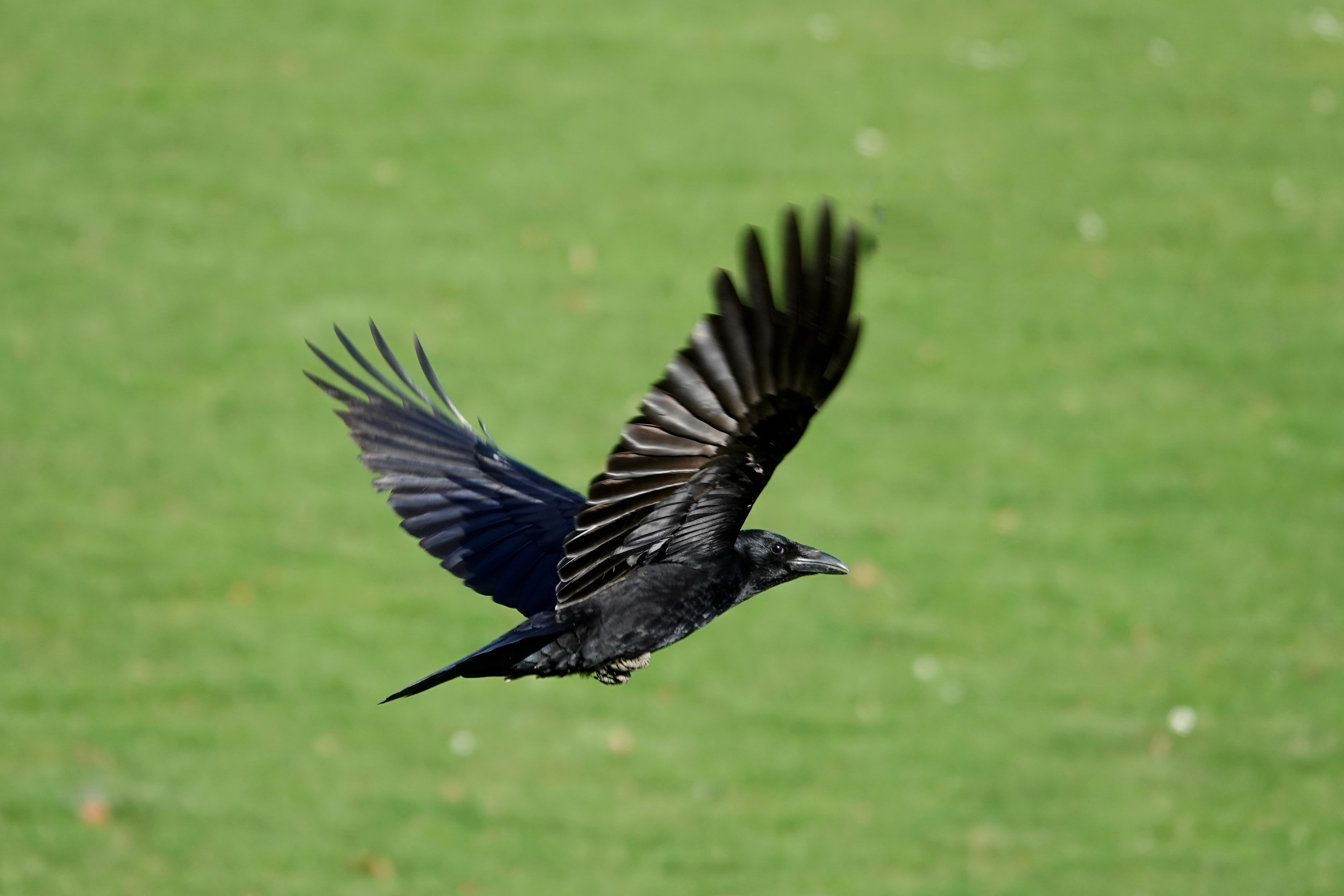
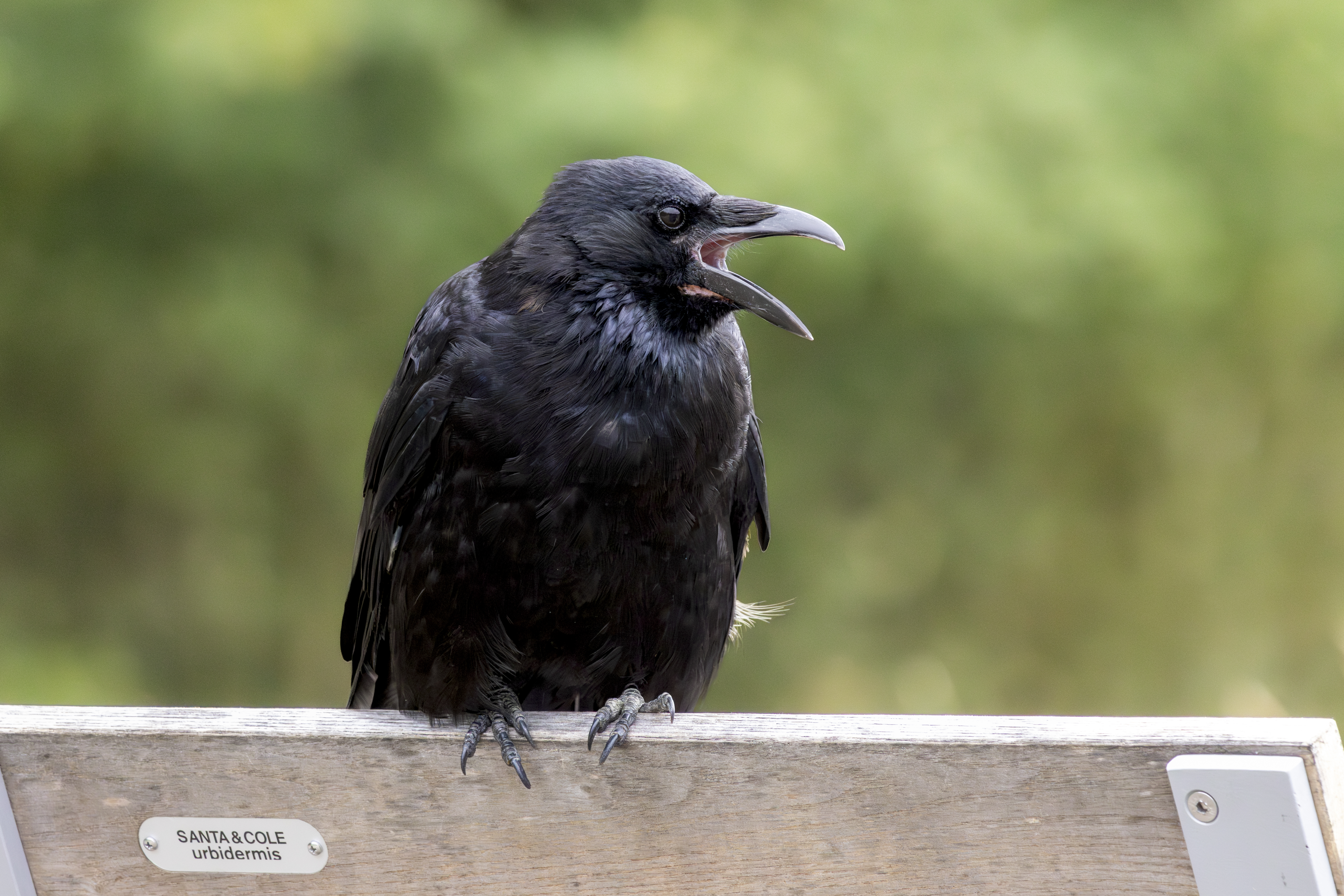
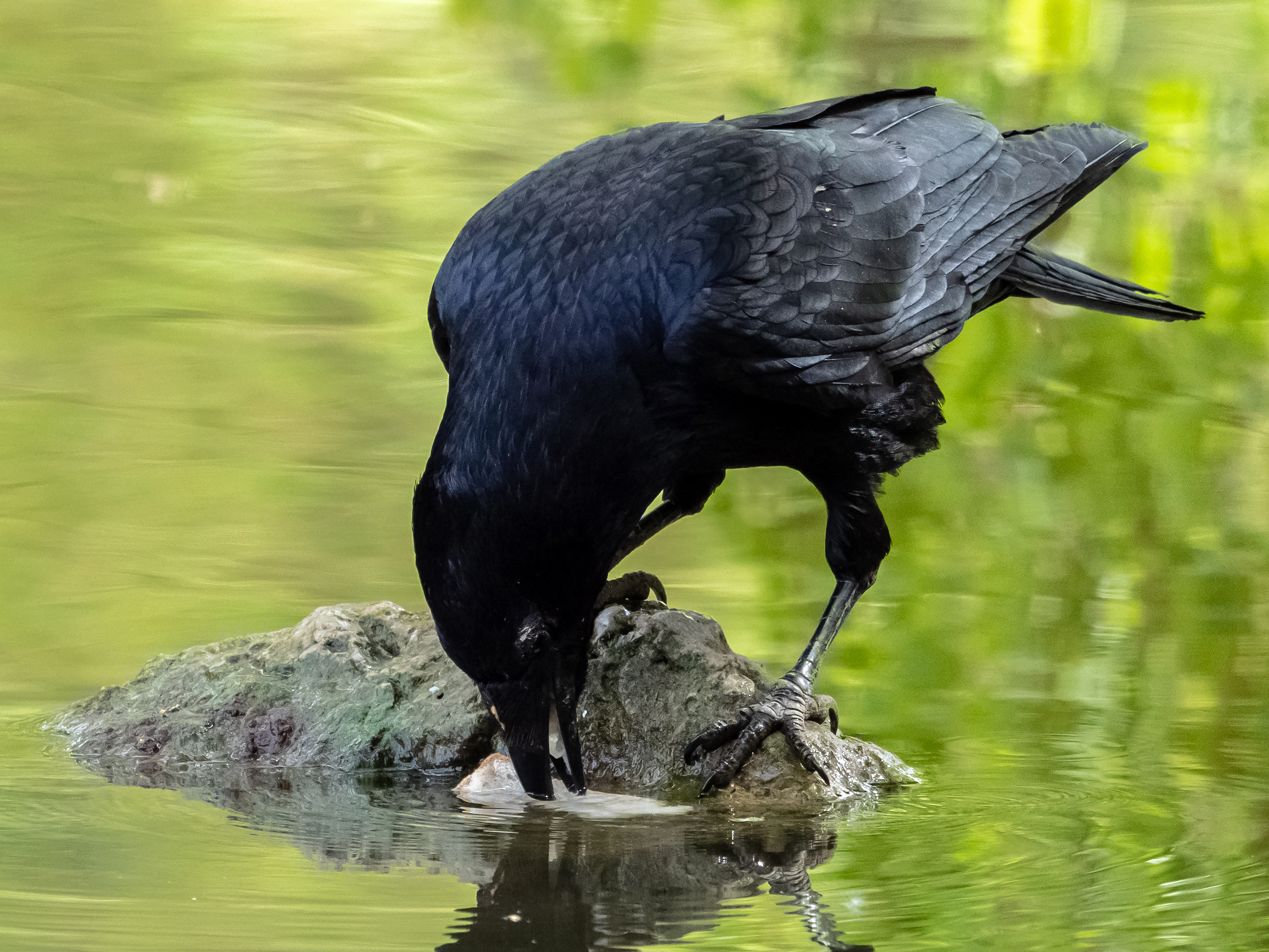
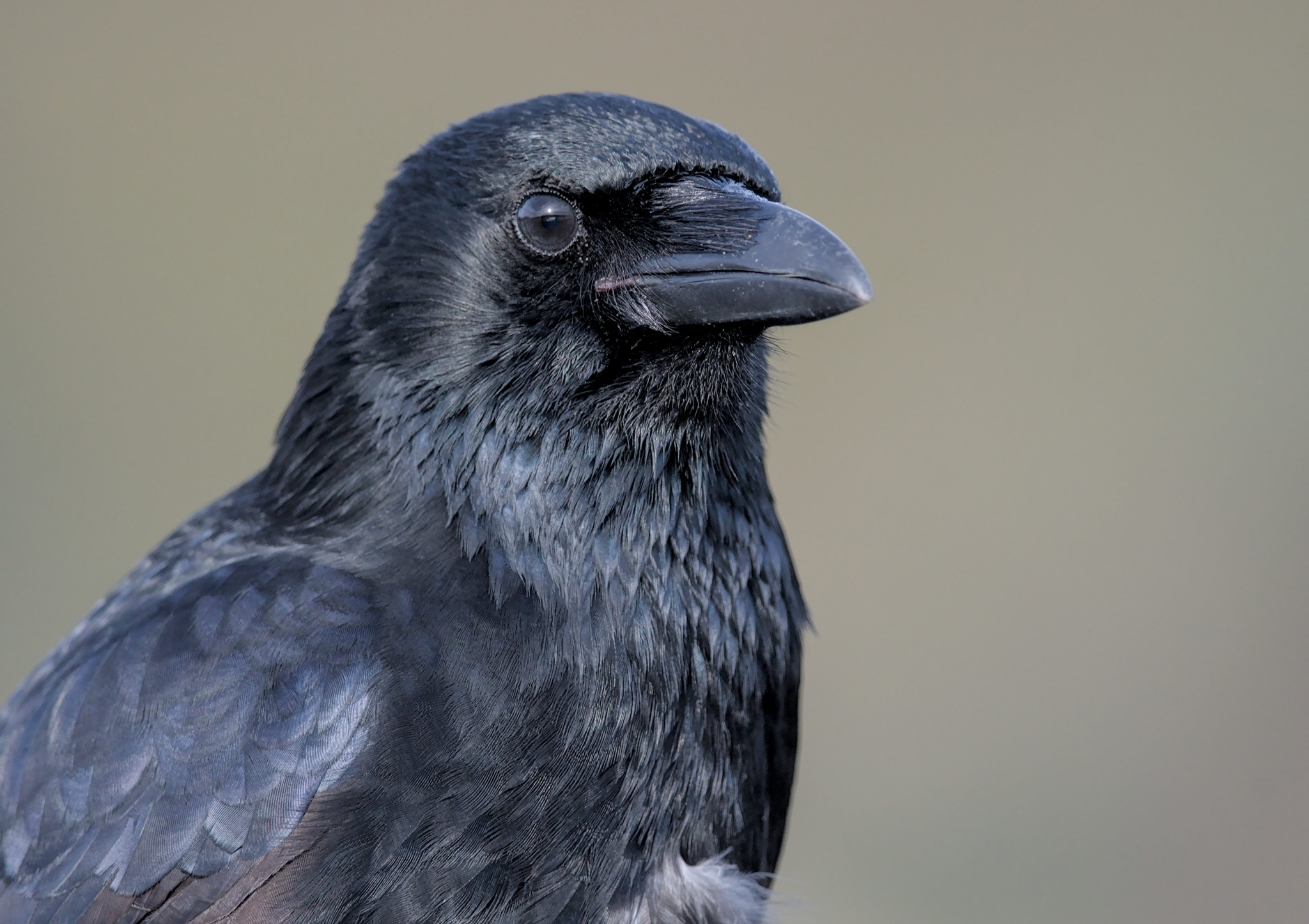
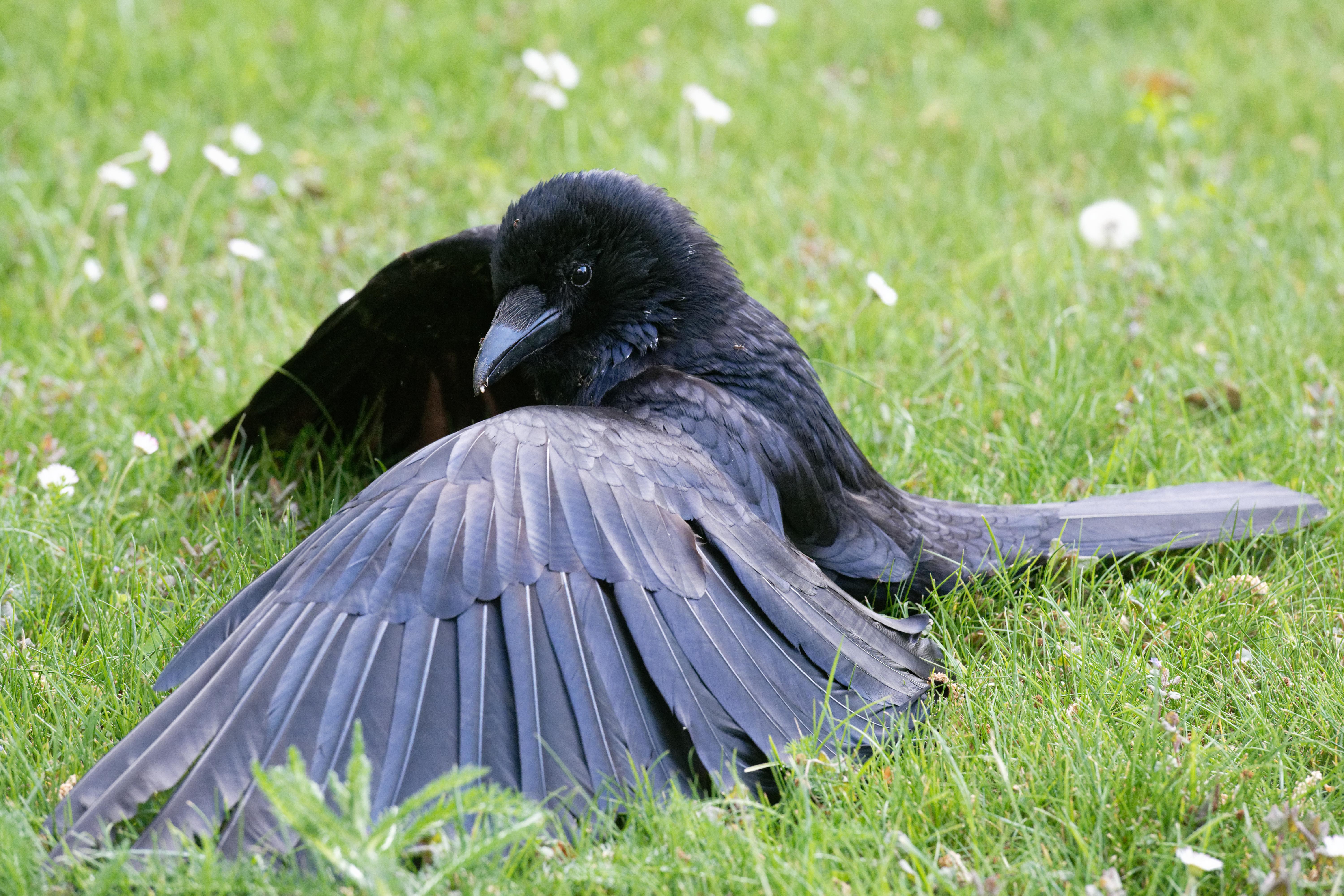
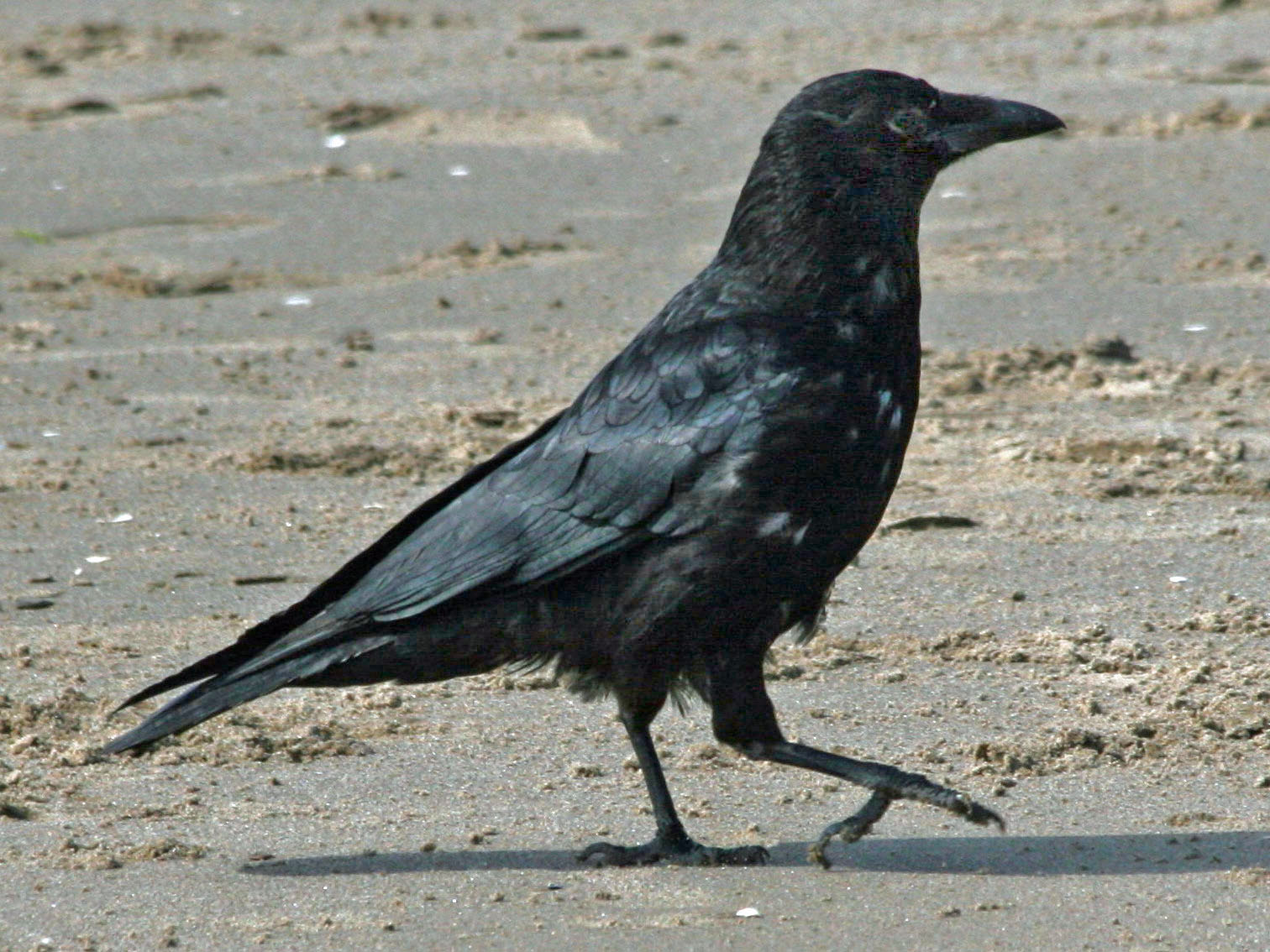
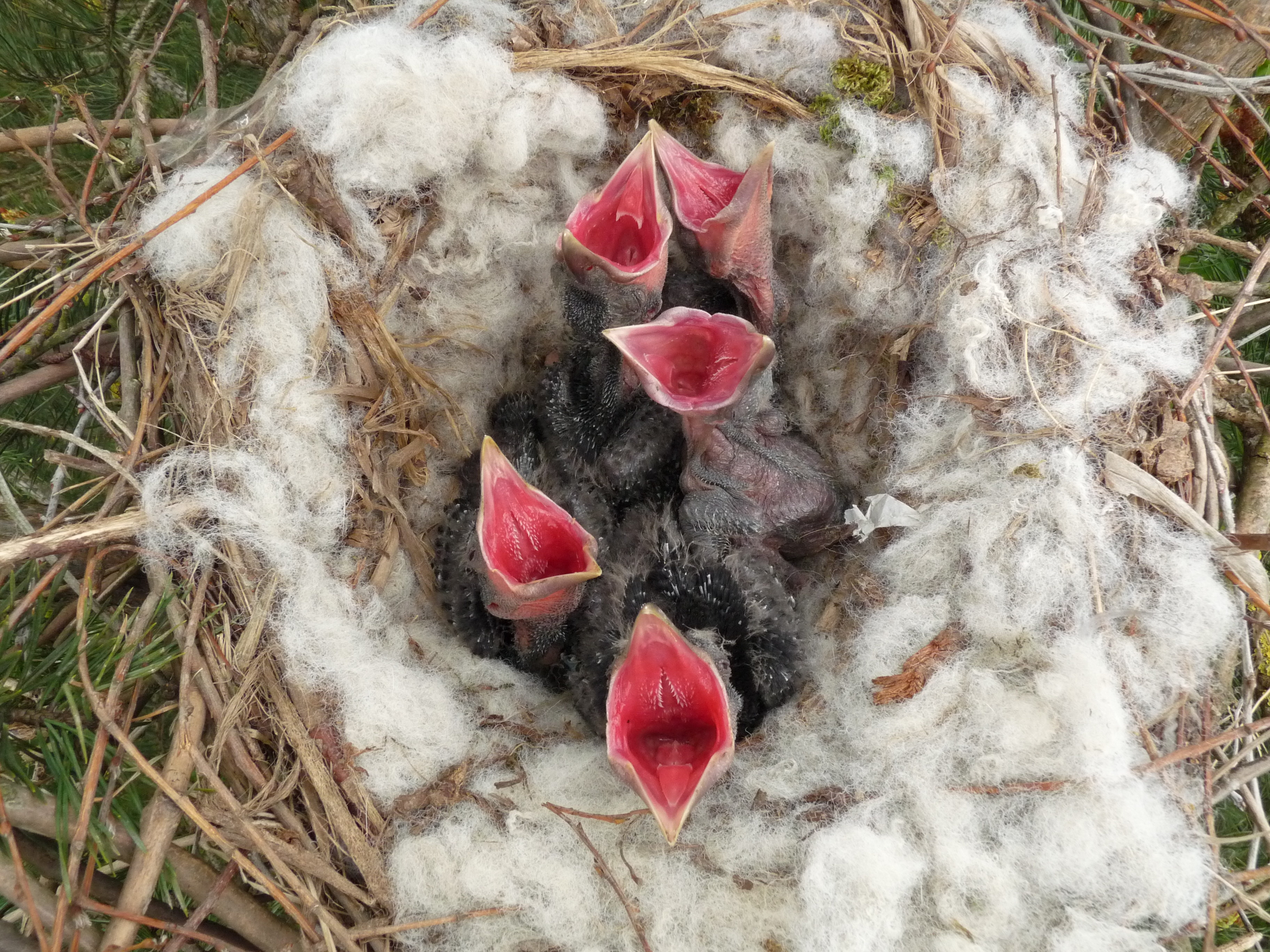
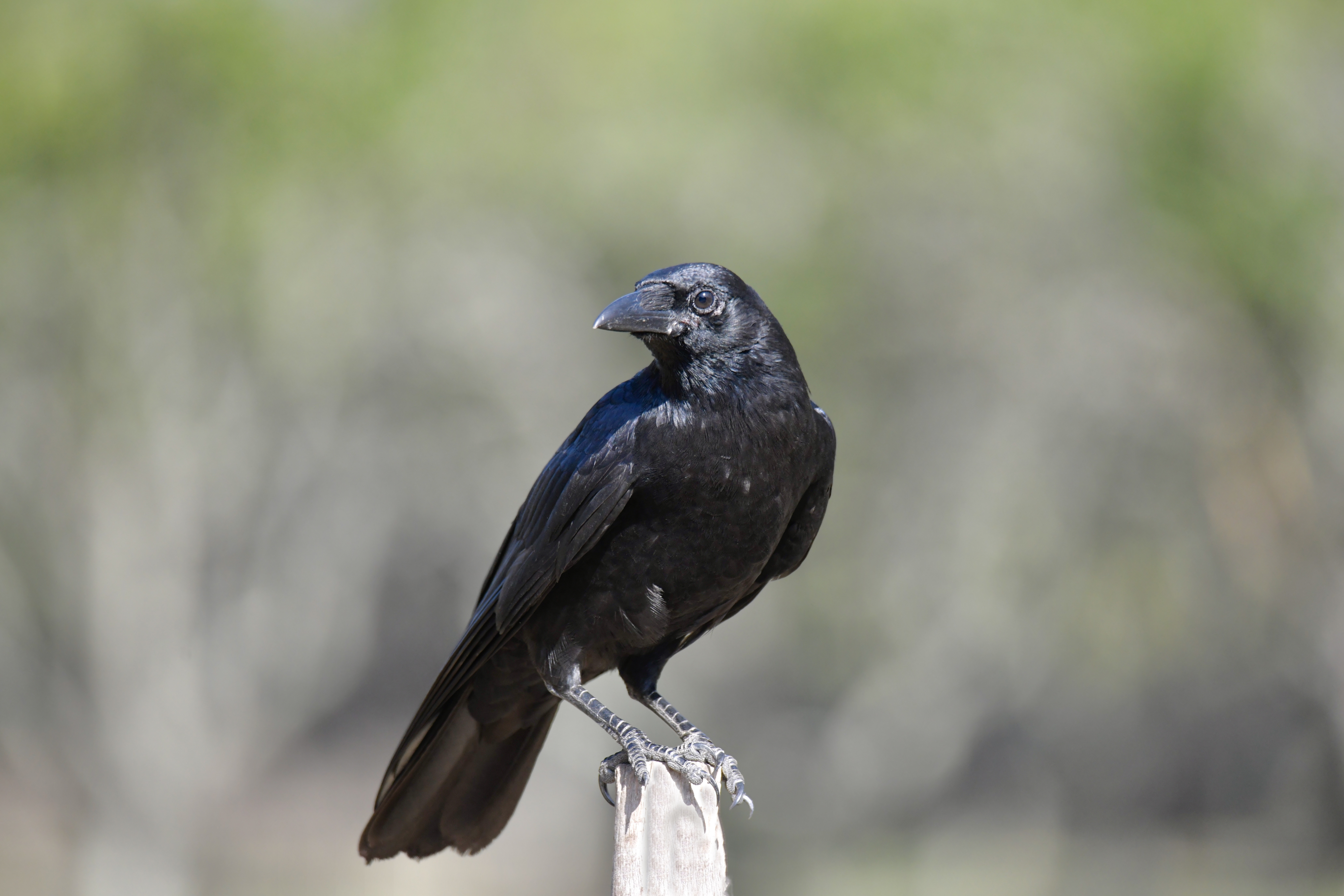